# Бёрёлёх (приток Аян-Юряха)
Бёрёлёх (Берелёх, от якут. Бөрөлөөх, в переводе волчий) — река в Сусуманском районе Магаданской области, левый приток Аян-Юряха. Длина реки — 239 км, площадь водосборного бассейна — 9810 км², средний максимальный расход воды 315 м³/сек.

## География

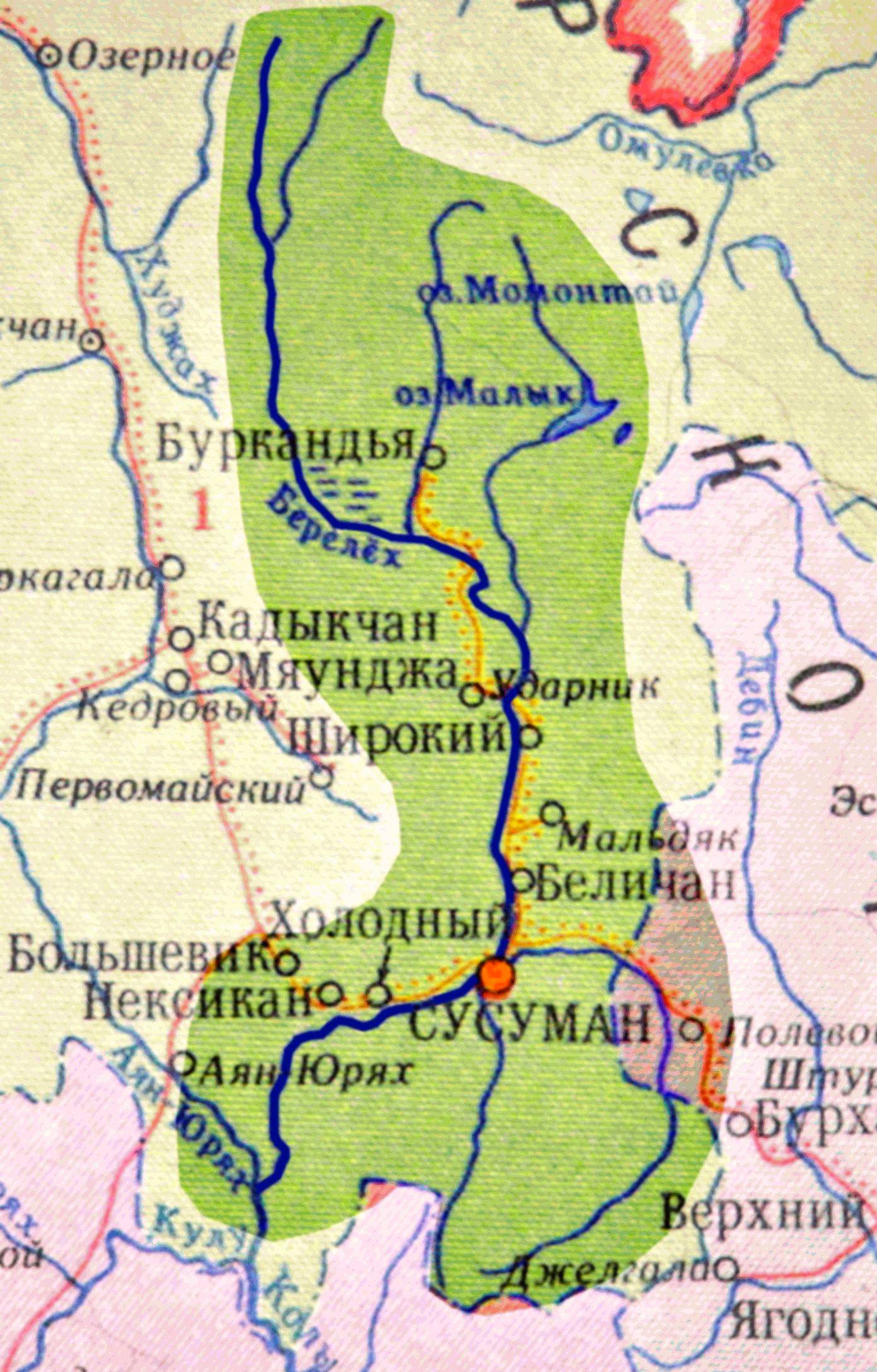
Бассейн реки Берелёх

Берёт начало от северной оконечности хребта Охандя (один из отрогов хребта Черского). Является левым притоком реки Аян-Юрях. Ледостав с середины октября до конца мая с образованием многочисленных наледей, зимой местами промерзает до дна. По этой причине в среднем 150 дней в году вообще не имеет стока.
На берегу реки Берелёх расположен город Сусуман и посёлки: Новый, Беличан, Широкий, Ударник, Буркандья, Берелёх (пригород Сусумана).
Высота истока — 1450 м над уровнем моря. Высота устья — 545 м над уровнем моря.

## Название
Название «Берелёх» образовалось от якутского слова «бөрөлөөх», что означает «волчья». До того, как территория долины реки была освоена геологами, на ней водилось немало волков.

## Исследования
Название реки Берелёх впервые нанесено на карту Генерального штаба России в 1891 году И. Д. Черским, который в своём предварительном отчёте за 1891 год писал: «На эту карту, пользуясь расспросными сведениями, я нанёс множество притоков реки Индигирки и верхнего течения реки Колымы, о существовании и последовательности которых до сих пор мы вовсе ещё ничего не знали…».
Длительное время геоморфологи считали, что Берелёх является левой вершиной реки Колымы. Однако после более детального исследования реки экспедицией С. В. Обручева (1929 год) и исследовательских работ геологов И. Д. Гаврилова, Н. В. Тупицина, А. Л. Лисовского с 1935 года считается, что Берелёх является левым притоком реки Аян-Юрях, которая при слиянии с рекой Кулу образует начало реки Колымы.
23 июня 1977 года у ручья Киргилях, левого притока реки Берелёх, бульдозеристом А. В. Логачёвым обнаружена практически неповреждённая мумия целого мамонтёнка. Бальзамированный мамонтёнок находится в Зоологическом музее г. Санкт-Петербурга.